# Тайное влечение (фильм, 2023)
«Тайное влечение» (рабочее название «Вета») — российский драматический фильм режиссёра и сценариста Стаси Венковой. Его дебют состоялся в рамках конкурсной программы ММКФ «Русские премьеры» 23 апреля 2023 года.
Фильм посвящён памяти Сергея Александровича Соловьёва.

## Сюжет
Начинающая актриса слегка за 20 Вета (Мария Янычева) полна амбициозных стремлений к успеху в карьере. Неожиданно она встречает на своём пути молодого режиссёра Романа, прибывшего по обмену из Польши. Её жизнь и надежды на будущее в профессии стремительно меняются, причём сама девушка совсем не понимает, к лучшему или нет эти изменения.

## В ролях
- Мария Янычева — Вета
- Миндаугас Папинигис[лит.] — Роман
- Роза Хайруллина — Алиса Алексеевна
- Дарья Балабанова — Лиза
- Антон Рогачёв — Денис
- Стася Венкова — Муза
- Найк Борзов — отец Веты
- Павел Осадчий — Паша

## Критика
- Ная Гусева (Film.ru): «Возможно, для Венковой и причастных к созданию фильма в сюжете кроется гораздо больше, чем видно стороннему зрителю. Ходят слухи, что для выходцев ВГИКа гораздо важнее проработать свой внутренний мир на экране, чем объяснить его жителям по ту сторону. Зритель неловко подсматривает за происходящим через бархатные шторы, пытаясь понять, что его сюда привело. Но под конец героиня как бы с намеком в сторону смотрящего констатирует: „Вы не герои моего романа“»[3].
- Денис Ступников (InterMedia): "Ни Фрейд, ни Тарковский, ни Толстой с Анной Карениной, ни Островский с Анной Карениной, ни даже Сергей Соловьёв, загадочная муза которого появляется на экране, не объясняют в «Тайном влечении» ровным счётом ничего. Сумрачные сцены с патологической подоплекой странным образом сменяются творческим студенческим бедламом, оправданность которого не усиливают даже беспроигрышная «Медведица» «Мумий Тролля» и мимолётное появление харизматичного Максима Кучеренко из «Ундервуда» в роли одного из преподавателей"[4].
- Ева Анисимова (RT): «Постановка — одна из самых ярких, но в то же время спорных сторон картины. В ленте очень много красивых, по-настоящему эффектных планов. Все они успешно работают на создание атмосферы — таинственной, страстной и творческой, но часто не несут никакого смысла. Порой кажется, что тот или иной кадр или даже сцена присутствуют в фильме только потому, что получилось красиво или хотя бы смешно»[5].